# 騏驎小花介
騏驎小花介（学名：Cytherelloidea chilini）为小浪花介科小花介屬下的一个种。